# Parklife (single)
Parklife is een nummer van de Britse band Blur uit 1994. Het is de derde single van hun gelijknamige derde studioalbum.
Volgens gitarist Graham Coxon is "Parklife" een sarcastisch lied "over de parkklasse: vuilnismannen, duiven, joggers – dingen die we elke dag zagen op weg naar de studio". Ook ging het volgens Coxon over "plezier hebben en exact datgene doen wat je wil doen". Het nummer werd een hit in het Verenigd Koninkrijk, waar het de 10e positie behaalde. Hoewel de plaat in het Nederlandse taalgebied geen hitlijsten bereikte, werd het er wel een radiohit en tot op de dag van vandaag nog regelmatig gedraaid.

## Tracklijst
- CD1

1. "Parklife" – 3:06
2. "Supa Shoppa" – 3:02
3. "Theme from an Imaginary Film" – 3:34

- CD2

1. "Parklife" – 3:06
2. "Beard" – 1:45
3. "To the End" (version française) – 4:06

- 12"

1. "Parklife" – 3:06
2. "Supa Shoppa" – 3:02
3. "To the End" (version français) – 4:06
4. "Beard" – 1:45